# 加拿大證據法令
《加拿大證據法令》是加拿大國會的一項法令，於1893年首次通過，以規管聯邦法律下的法律程序中的證據規則。由於證據法主要由普通法制定，因此該法令並不是全面的證據法。
該法令適用於根據聯邦法律進行的法律程序。因此，該法令適用於由國會設立的法院及行政機構，例如加拿大聯邦法院（Federal Court of Canada）及加拿大稅務法院（Tax Court of Canada），以及這些法院向聯邦上訴法院（Federal Court of Appeal）及加拿大最高法院提出的上訴。當省級法院根據聯邦法律（特別是根據聯邦法規《刑事法典》）聆訊和作出裁判時，該法令也適用於省級法院。
該法令不適用於省級法律規定的事項。對於省級法律規定的事項，每個省都有自己的省級《證據法令》。當根據省級法律向加拿大最高法院提出上訴時，適用省級《證據法令》，而不是聯邦法令。《加拿大證據法令》收納了省級證據法，以補充聯邦法令的規定，特別是在關乎文件送達證明的法律中。

## 外部連結
- 《加拿大證據法令》文本 （页面存档备份，存于）